# Catacumba de Tertulino
Catacumba de Tertulino (em latim: Tertullino) é um conjunto de catacumbas do século IV localizado na Via Latina, entre a Via Numanzia e a Via Marco Tabarini, no quartiere Appio-Latino de Roma. Sua localização exata, atestada no século XVIII, é atualmente desconhecida.

## Nome
A edição revisada do "Martirológio Romano" (2001) traz os seguintes santos para o dia 31 de julho: "São Tertulino, mártir na Via Latina, início do século IV". Esta frase lacônica substituiu uma entrada em 4 de agosto na versão antiga, na qual se lê: "São Tertulino, sacerdote e mártir que, sob o imperador Valeriano (c. 247) consumou seu martírio por decapitação depois de ter suportado um cruel espancamento com varas, a queimadura de seus flancos com chamas, pancadas no rosto, tortura no cavalete e o rompimento de seus tendões". Sua lenda, bastante obscura e a partir da qual este trecho foi retirado, é considerada como fictícia e é um notável exemplo ruim do gênero, uma repetição de fórmulas usuais.

## História
Este complexo era formado por um pequeno conjunto de catacumbas, aparentemente criado num período relativamente tardio e, provavelmente, tendo o túmulo do mártir Tertulino como foco. Havia provavelmente no local uma igreja e a "Epitome de Locis SS. Martyrum" cita uma basílica. Segundo este itinerário para peregrinos do século VII alega que ele foi enterrado com "muitos outros mártires". Contudo, não se sabe o nome de nenhum deles. É bastante possível que existisse ainda no local um mosteiro com estrutura para receber os visitantes, mas as evidências arqueológicas são escassas. Sabe-se que houve uma grande reforma na época do papa Adriano I (r. 772-795).
Assim como ocorreu com a maior parte das catacumbas romanas, a data mais provável de seu abandono é o século IX, um evento marcado pela translação das relíquias de São Tertulino para Santa Prassede, onde estão até hoje, pelo papa Pascoal I (r. 817-824).

### Redescoberta
O arqueólogo Antonio Bosio procurou por catacumbas ao longo da Via Latina no final do século XVII e relatou ter encontrado este complexo, assim como como a Catacumba dos Santos Gorgiano e Epímaco, mais perto da cidade, e a Catacumba de Aproniano, mais longe.
Ele foi seguido por Marcantonio Boldetti em 1720, que desenhou uma planta do complexo. Ele reportou que uma pedreira de pozolana havia irrompido em uma das passagens subterrâneas em 1683 e, portanto, foi fácil para ele entrar. Porém, ele achava que este pequeno complexo era parte da Catacumba de Aproniano e não foi muito longe em sua exploração, o que é lamentável, pois a planta que ele desenhou é a única indicação da existência das catacumbas atualmente (disponível aqui). Ele relata ter descoberto perto da entrada uma inscrição, "COEMETERIUM S. TERTULLINI MARTYRIS".
É provável que os donos dos terrenos nas imediações da Via Latina tenham se tornado hostis à existência das catacumbas, especialmente depois que a Santa Sé interveio para suprimir o comércio das relíquias, que estava causando escândalo no século XVIII. As entradas eram seladas e até o mero conhecimento da existência delas foi suprimido como sendo prejudicial ao bem-estar das vinhas que ocuparam toda a área. Este movimento foi surpreendentemente efetivo: as Catacumbas de Tertulino ainda não haviam sido descobertas "oficialmente".
Porém, a área foi completamente urbanizada em meados do século XX e a presença de alguma catacumba ainda não descoberta é pouco provável. Porém, como ocorreu com a Catacumba de Clivum Cucumeris, suspeita-se que durante as obras algumas tenha sido descobertas, mas sua existência foi imediatamente suprimida: o trecho descoberto foi imediatamente destruído ou as entradas foram enterradas novamente.

A partir da planta desenhada por Boldetti se percebem dois corredores laterais e um grande cubículo quadrado, mas uma exploração em profundidade nunca foi feita dado o acesso extremamente difícil ao local. O complexo é ligado por um túnel a um hipogeu pagão, conhecido como Hipogeu da Vigna del Vecchio, cuja entrada fica no número 69 da Via Latina. Maruchhi, em 1905, relata que esta catacumba hoje "se perdeu" e atualmente a Pontifícia Comissão de Arqueologia Sacra, que não atesta esta ligação e não menciona o hipogeu, apenas o apresenta no mapa uma hipótese sobre a localização destas catacumbas

## Descrição
A planta de Boldetti mostra um pequeno complexo com três longas passagens radiais abrindo-se numa outra, maior, que leva à entrada, esta última com um ângulo obtuso. Pequenas passagens cegas se abrem destas principais. Textos citados descrevem um "grande cubículo", que aparentemente era o que parece ser uma pequena passagem de retorno em ângulo reto na planta. Boldetti também deixou uma nota se referindo a um lugar específico em uma das longas passagens onde ele encontrou restos do que poderia ser a escadaria da entrada original.